# Enrique Rodríguez Piña
Enrique Rodríguez Piña (LIMA, 15 de julio de 1939 – Lima, 9 de enero de 2009) fue un futbolista peruano. Perteneció al Club Universitario de Deportes.

## Biografía
Formó parte de la delantera crema teniendo como compañeros a Ángel Uribe y Enrique Casaretto. Jugando frente a River Plate, por la Copa Libertadores en Buenos Aires, el 13 de junio de 1967, a los 10 minutos del complemento, Enrique "El Ronco" Rodríguez (quien había ingresado por Víctor Lobatón) batió a Gatti de un zurdazo formidable para decretar el único gol del partido, en el Monumental de Nuñez. Jugó hasta 1970 en la “U”, año en que llegó a las filas cremas Oswaldo “Cachito” Ramírez quien por su juventud y la fama de los dos goles convertidos a Argentina se hizo dueño de la punta zurda en ese equipo. El “Ronco” después jugó en el Deportivo Municipal, Al poco tiempo se retiró del fútbol. Pasó a trabajar en el Servicio Industrial de la Marina (SIMA).

## Clubes
| Club                       | País | Año         |
| -------------------------- | ---- | ----------- |
| Mariscal Sucre de Deportes | Perú | 1961 - 1963 |
| Universitario de Deportes  | Perú | 1964 - 1970 |

## Estadísticas
| 1964  | 7   | 1  |
| 1965  | 16  | 0  |
| 1966  | 19  | 2  |
| 1967  | 27  | 7  |
| 1968  | 22  | 6  |
| 1969  | 27  | 3  |
| 1970  | 30  | 6  |
| Total | 148 | 25 |

## Palmarés

### Campeonatos nacionales
| Título                    | Club                      | País | Año  |
| ------------------------- | ------------------------- | ---- | ---- |
| Primera División del Perú | Universitario de Deportes | Perú | 1964 |
| Primera División del Perú | Universitario de Deportes | Perú | 1966 |
| Primera División del Perú | Universitario de Deportes | Perú | 1967 |
| Primera División del Perú | Universitario de Deportes | Perú | 1969 |